# As Animals
Gli As Animals sono un duo francese formatosi a Parigi nel 2011, composto da Zara Desbonnes e Frédéric Grange. In Italia sono diventati noti nel 2014 grazie al singolo I See Ghost (Ghost Gunfighters).

## Discografia

### Album in studio
- 2015 – As Animals
- 2019 – Nemesis

### Singoli
- 2013 – I See Ghost (Ghost Gunfighters)
- 2014 – Burn Like a Fire
- 2019 – Under My Skin
- 2019 – All I Need